# 德成額
德成額（穆麟德轉寫：decengge；1750年—1811年），伍彌特氏，蒙古正黄旗人，清朝軍事將領。
乾隆三十九年，任烏鎗護軍校、健銳營前鋒校。乾隆四十六年，任三等侍衛。次年改健銳營委署前鋒參領。乾隆五十一年，改副前鋒參領。次年，任健銳營前鋒參領。乾隆五十四年，任廣西平樂協副將。乾隆五十八年，任甘肅安西協副將、江寧副都統。嘉慶七年，任江西九江鎮總兵。次年，改江南壽春鎮總兵。嘉庆十五年八月三十，调任廣西提督。嘉庆十六年（1811年）去世。